# 演藝動力大獎
演藝動力大獎由香港《明報周刊》舉辦，用作表揚過去一年於音樂、電影及電視領域之優秀作品。
於電視組別及電影組別，「最突出電視男藝員」、「最突出電視女藝員」及「我最支持的演藝動力大獎」的獎項並無主、配之分，故此演員可以以主角或配角身份奪得獎項。

## 2000年
- 最突出男歌手: 张国荣 《路过蜻蜓》
- 最突出女歌手: 郑秀文 《感情线上》
- 最突出电影男演员: 刘德华 《孤男寡女》
- 最突出电影女演员: 郑秀文 《孤男寡女》
- 最突出电视男艺员: 黄子华 《男亲女爱》
- 最突出电视女艺员: 郑裕玲  《男亲女爱》
- 我最支持的演艺动力大奖: 黎明[1]
- 明周致敬大奖: 張國荣

## 2001年
- 最突出男歌手：陳奕迅 《shall we talk》
- 最突出女歌手：王菲《王菲（2001年专辑）》
- 最突出電影男演員：刘德华 《瘦身男女》
- 最突出電影女演員：梅艷芳 《鍾無艷》
- 最突出電影幕后精英: 周星驰 《少林足球》
- 最突出電視男藝員：陈启泰 《百万富翁》
- 最突出電視女藝員：蔡少芬 《陀槍師姐3》
- 我最支持的演藝動力大獎：劉德華
- 明報周刊致敬大獎：周星馳

## 2002年
- 最突出男歌手：許志安 《爛泥》
- 最突出女歌手：盧巧音 《好心分手》
- 最突電影男演員：張國榮 《異度空間》
- 最突電影女演員：李心潔 《見鬼》
- 最突電視男藝員：陳豪 《洛神》
- 最突電視女藝員：陳慧珊 《騎呢大狀》
- 我最支持的演藝動力大獎：宣萱《彩色世界》，成珈瑩《烈火雄心II》
- 明報周刊致敬大獎：陳可辛

## 2003年
- 最突出男歌手：李克勤 《愛不釋手》
- 最突出女歌手：容祖儿 《我的驕傲》
- 最突電影男演員：劉德華 《大隻佬》
- 最突電影女演員：吳君如 《金雞》
- 最突電視男藝員：郭晉安 《戇夫成龍》
- 最突電視女藝員：宣萱 《戇夫成龍》
- 我最支持的演藝動力大獎：宣萱 《戅夫成龍》
- 明報周刊致敬大獎：梅艷芳
- 明周35周年特别大奖: 汪明荃

## 2004年
- 最突出男歌手：李克勤 《我不會唱歌》
- 最突出女歌手：陳慧琳 《伶仃》
- 最突電影男演員：張學友 《金雞2》
- 最突電影女演員：張栢芝 《忘不了》
- 最突電視男藝員：黃子華 《棟篤神探》
- 最突電視女藝員：鄧萃雯 《金枝慾孽》
- 我最支持的演藝動力大獎：古巨基
- 明報周刊致敬大獎：許冠傑

## 2005年
- 最突出男歌手：陳奕迅 《浮誇》
- 最突出女歌手：何韻詩 《化蝶》
- 最突电影男演员：梁家辉 《长恨歌》
- 最突电影女演员：郑秀文 《长恨歌》
- 最突电视男艺员：钟景辉 《甜孙爷爷》
- 最突電視女藝員：汪明荃 《我的野蠻奶奶》
- 我最支持的演藝動力大獎：劉德華
- 明報周刊致敬大獎：汪明荃，阮兆輝

## 2006年
- 最突出男歌手：陳奕迅 《最佳損友》
- 最突出女歌手：卫兰 《My Love My Fate》
- 最突電影男演員：任達華 《黑社會》
- 最突電影女演員：周迅 《如果愛》、林嘉欣 《怪物》
- 最突電視男藝員：郭晉安 《阿旺新傳》
- 最突電視女藝員：蔡少芬 《火舞黃沙》
- 我最支持的演艺动力大奖：古巨基、卫兰
- 愛心動力大獎：蕭芳芳、黎明[2]
- 明報周刊致敬大獎：白雪仙、劉德華

## 2007年
- 最突出男歌手：陈奕迅 《富士山下》
- 最突出女歌手：吴雨霏 《逼得太緊》
- 最突电影男演员：郭富城 《父子》
- 最突电影女演员：毛舜筠《老港正传》
- 最突出电影童星: 吴景滔《父子》
- 最突电视男艺员：刘松仁 《争霸》
- 最突电视女艺员：李司棋 《溏心风暴》
- 最突出電視童星：王樹熹  《爸爸閉翳》
- 我最支持的演艺动力大奖：宣萱《赌场風雲》
- 爱心动力大奖：梁咏琪

## 2008年
- 我最支持的演藝動力大獎：楊怡 《溏心風暴之家好月圓》
- 爱心动力大奖：演藝人協會，恒生銀行
- 明報周刊致敬大獎：邵逸夫爵士

歌曲組
- 最突出唱片: 方大同 《未來》
- 最突出男歌手：陳奕迅 《CRYING IN THE PARTY》
- 最突出女歌手：謝安琪 《囍帖街》
- 最突出音樂幕後精英: 黃偉文 《囍帖街》填詞

電影組
- 最突電影: 《投名狀》
- 最突電影男演員：劉青雲 《神探》
- 最突電影女演員：鮑起靜 《天水圍的日與夜》
- 最突出電影幕後精英: 陳可辛 《投名狀》導演

電視組
- 最突出電視節目: 《南京說　大屠殺七十年》
- 最突電視男藝員：夏雨 《溏心風暴之家好月圓》
- 最突電視女藝員：米雪 《溏心風暴之家好月圓》
- 最突出電視幕後精英: 區家麟 《新聞話事．人》監製

## 2009年
- 我最支持的演藝動力大獎：謝天華 《學警狙擊》
- 愛心動力大獎：林建明，李家傑珍惜生命基金
- 明報周刊致敬大獎：曾志偉
- 讀者投票得獎者:方麗萍

歌曲組
- 最突出唱片: 《H3M》
- 最突出男歌手：陳奕迅 《七百年後》
- 最突出女歌手：容祖儿 《搜神記》
- 最突出音樂幕後精英: 陳奕迅、 Gary Tong、Davy Chan、鍾達茵、Joey Tang、Pat Lui、柳重言、孫偉明、黃仲賢及C.Y.Kong 《H3M》監製 ，Swing 《武當》監製

電影組
- 最突電影: 《竊聽風雲》
- 最突電影男演員：張家輝 《證人》
- 最突電影女演員：林嘉欣 《親密》、劉美君 《我不賣身、我賣子宮》
- 最突出電影幕後精英: 爾冬陞 《新宿事件》導演

電視組
- 最突出電視節目: 《巾幗梟雄》
- 最突电视男艺员：黎耀祥 《巾幗梟雄》
- 最突电视女艺员：邓萃雯 《巾幗梟雄》
- 最突出電視幕後精英: 張華標、陳靜儀 《巾幗梟雄》編審

## 2010年
- 我最支持的演藝動力大獎：佘詩曼《公主嫁到》
- 愛心動力大獎2010：鄭秀文
- 明報周刊致敬大獎：黎明[3]

歌曲組
- 最突出唱片：陳奕迅《Time Flies》
- 最突出男歌手：陳奕迅《一絲不掛》
- 最突出女歌手：鄧紫棋《A.I.N.Y.》
- 最突出音樂幕後精英：《Faith》 唱片監制：蔡德才、陳奐仁、馮翰銘、梁基爵

電影組
- 最突出電影：《歲月神偷》
- 最突出男演員：任達華《歲月神偷》
- 最突出女演員：薛凱琪《分手說愛你》
- 最突出電影幕後精英：《葉問2》動作導演洪金寶、《志明與春嬌》導演彭浩翔

電視組
- 最突出電視節目：《荃加福祿壽》
- 最突出電視男藝員：陳豪《公主嫁到》
- 最突出電視女藝員：佘詩曼《公主嫁到》
- 最突出電視幕後精英：梅小青《宮心計》、《公主嫁到》監製

## 2011年
- 我最支持的演藝動力大獎：鍾嘉欣《點解阿Sir係阿Sir》
- 愛心動力大獎2011：何韻詩
- 明報周刊致敬大獎：許鞍華

歌曲組
- 最突出唱片：鄭欣宜《有故事的人》
- 最突出男歌手：陳奕迅《六月飛霜》
- 最突出女歌手：鄭欣宜《有故事的人》
- 最突出音樂幕後精英：《有故事的人》 唱片監制：嚴勵行、伍樂城、鄧智偉、鮑比達、莊冬昕、Fergus Chow

電影組
- 最突出電影：《竊聽風雲2》
- 最突出男演員：曾江《竊聽風雲2》
- 最突出女演員：舒淇《不再讓你孤單》
- 最突出電影幕後精英：《竊聽風雲2》導演 莊文強、麥兆輝

電視組
- 最突出電視節目：《巾幗梟雄之義海豪情》
- 最突出電視男藝員：黎耀祥《巾幗梟雄之義海豪情》
- 最突出電視女藝員：鄧萃雯《巾幗梟雄之義海豪情》
- 最突出電視幕後精英：張華標、陳靜儀《巾幗梟雄之義海豪情》